# Barbosella dusenii
Barbosella dusenii là một loài thực vật có hoa trong họ Lan. Loài này được (Samp.) Schltr. mô tả khoa học đầu tiên năm 1918.